# الدرر البهية والجواهر النبوية (كتاب)
 الدرر البهية والجواهر النبوية  هو كتاب يصنف كبرى الأسر المغربية المنحدرة من الدوحة النبوية الشريفة، لمؤلفه مولاي إدريس الفضيلي العلوي الحسني. كان مخطوطًا وطبع في جزأين بأمر العاهل المغربي محمد السادس.  الجزء الأول مكون من 329 صفحة والجزء الثاني من 371 صفحة، طبع سنة 1420هـ/1999م. راجعه  وقابل النص المخطوط الأستاذ أحمد بن المهدي العلوي والأستاذ مصطفى بن أحمد العلوي وقدم الكتاب الدكتور عبد الكبير العلوي المدغري الحسني وزير الأوقاف والشئون الإسلامية سابقا بالمملكة المغربية.